# Памонья
Памонья (порт. Pamonha, вимова: pɐˈmõɲɐ) — традиційна бразильська страва. Це варена паста з солодкої кукурудзи, збитої в кокосовому молоці, яку зазвичай подають, загорнувши в кукурудзяне лушпиння.